# Goran Ikonić
Goran Ikonić (Zvornik, 23. ožujka 1980.) je bosanskohercegovački profesionalni košarkaš. Igra na poziciji bek šutera, a trenutačno je član sarajevske Bosne.

## Karijera
Karijeru je započeo u KK Drina, odakle je 2000. godine prešao u slovensku Roglu. U Bosni i Hercegovini je još igrao za Rudar Ugljevik i Leotar, a trenutačno nastupa za sarajevsku Bosnu s kojom je osvojio titulu prvaka u sezoni 2005./06. U sezoni 2006./07. je od strane navijača košarkaškog kluba Bosne dobio nagradu za najboljeg igrača kluba. 

## Vanjske poveznice
- Profil na NLB.com